# Ilita
Ilita är en ort i Mexiko.   Den ligger i kommunen Tlatlauquitepec och delstaten Puebla, i den sydöstra delen av landet, 180 km öster om huvudstaden Mexico City. Ilita ligger 1 863 meter över havet och antalet invånare är 774.
Terrängen runt Ilita är lite bergig, och sluttar norrut. Runt Ilita är det ganska tätbefolkat, med 134 invånare per kvadratkilometer. Närmaste större samhälle är Teziutlan, 12,3 km öster om Ilita. I omgivningarna runt Ilita växer huvudsakligen savannskog.